# Marton Csokas

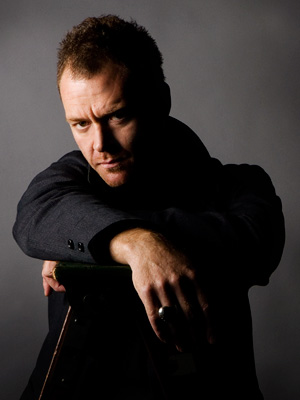
Marton Csokas

Marton Paul Csokas (ungar. /ʧoːkɒːʃ/, * 30. Juni 1966 in Invercargill, Southland) ist ein neuseeländischer Schauspieler.

## Biografie
Csokas Vater, Márton Csókás senior, ist gebürtiger Ungar, der nach dem Zweiten Weltkrieg nach Neuseeland auswanderte. Seine Mutter war geborene Neuseeländerin mit irischen, englischen und dänischen Wurzeln. Nach dem Abschluss seiner Ausbildung an der New Zealand Drama School 1989 und einigen Theaterauftritten übernahm er 1994 die Rolle des Dennis in Der Überflieger, an dem Peter Jackson mitgeschrieben hat. Dann spielte er zwei Jahre in der neuseeländischen Seifenoper Shortland Street, bevor er 1996 in Broken English den Darko mimte. Dazwischen arbeitete er am Theater, spielte, schrieb und inszenierte Stücke.
In Europa waren es vor allem Csokas unzählige Gastauftritte in Fantasy-Serien wie Xena, Herkules oder Beastmaster, die ihm zu Bekanntheit verhalfen. Csokas spielte aber auch in verschiedenen neuseeländischen und australischen Filmproduktionen wie Hurrah (1998) und The Monkey’s Mask (2000). Dort spielte er auch 2001 in der Miniserie The Farm mit. In Europa ist er vor allem durch seine Auftritte als Celeborn in den Herr-der-Ringe-Teilen Die Gefährten und in Die Rückkehr des Königs bekannt. Daneben spielte er in weiteren größeren Filmproduktionen wie xXx – Triple X, Kangaroo Jack, Die Bourne Verschwörung oder Timeline.
2004 drehte Csokas unter der Regie des italienischen Journalisten und Regisseurs David Grieco den Film Evilenko, in dem er die zweite Hauptrolle, den russischen Ermittler Vadim Lesiev, auf der Jagd nach einem Serienkiller spielte. Dieser wurde einem echten Mörder, Andrei Tschikatilo, nachempfunden und von Malcolm McDowell (bekannt aus Uhrwerk Orange) gespielt. Der Film kam nach Präsentation auf dem Fantasy Filmfest nicht in die deutschen Kinos und ist seit 2007 als DVD erhältlich.
Im Jahr 2005 war Csokas in den Filmen Æon Flux, The Great Raid und Ridley Scotts Königreich der Himmel zu sehen. 2014 übernahm er in den Filmen Noah, The Amazing Spider-Man 2: Rise of Electro und Sin City 2: A Dame to Kill For verschiedene Rollen. In dem im Oktober 2014 angelaufenen Action-Thriller The Equalizer war Csokas in einer der Hauptrollen zu sehen.
2005 begann Csokas eine dreijährige Fern-Beziehung mit der französischen Schauspielerin Eva Green, die er am Set zu Königreich der Himmel kennengelernt hatte. 2008 zog er nach London, um dort mit Green zu leben. 2009 trennte sich das Paar. Zurzeit lebt Csokas in Venice, Los Angeles.

## Filmografie (Auswahl)
- 1990: Shark in the Park (Fernsehserie, Folge 2x07 Technical K.O.)
- 1994: Der Überflieger (Jack Brown Genius)
- 1996: Broken English
- 1996: Hurrah
- 1997–2001: Xena – Die Kriegerprinzessin (Xena: Warrior Princess, Fernsehserie, 10 Folgen)
- 2000: The Monkey’s Mask
- 2001: Der Herr der Ringe: Die Gefährten (The Lord of the Rings: The Fellowship of the Ring)
- 2002: xXx – Triple X (xXx)
- 2002: Garage Days
- 2003: Kangaroo Jack
- 2003: Der Herr der Ringe: Die Rückkehr des Königs (The Lord of the Rings: The Return of the King)
- 2003: Timeline
- 2004: Evilenko
- 2004: Die Bourne Verschwörung (The Bourne Supremacy)
- 2005: Stellas Versuchung (Asylum)
- 2005: Königreich der Himmel (Kingdom of Heaven)
- 2005: The Great Raid – Tag der Befreiung (The Great Raid)
- 2005: Æon Flux
- 2010: Alice im Wunderland (Alice in Wonderland)
- 2010: The Tree (L’Arbre)
- 2010: South Solitary
- 2010: Vergissmichnicht (L’Âge de raison)
- 2010: Eine offene Rechnung (The Debt)
- 2011: Dream House
- 2012: Abraham Lincoln Vampirjäger (Abraham Lincoln: Vampire Hunter)
- 2013: Rogue (Fernsehserie, 10 Folgen)
- 2014: Noah
- 2014: Sin City 2: A Dame to Kill For (Sin City: A Dame to Kill For)
- 2014: The Amazing Spider-Man 2: Rise of Electro (The Amazing Spider-Man 2)
- 2014: The Equalizer
- 2015–2017: Into the Badlands (Fernsehserie, 16 Folgen)
- 2016: Loving
- 2016: Dark Crimes
- 2017: Voice from the Stone – Ruf aus dem Jenseits (Voice from the Stone)
- 2017: The Secret Man (Mark Felt: The Man Who Brought Down the White House)
- 2021: The Last Duel
- 2021: Juniper
- 2023: Freelance
- 2024: Head South
- 2024: Cuckoo
- 2024: Sleeping Dogs – Manche Lügen sterben nie (Sleeping Dogs)